# Ionel Carp
Ionel Carp (n. 18 iunie 1976) este un senator român, ales în 2024 din partea SOS.
În ianuarie 2025, a demisionat din partid și a ales să activeze ca independent.